# Kankuamos
Kankuamo, kankuaka, kankui o kankuané és com es coneix als amerindis de Colòmbia de la família txibtxa (atanque) en la regió carib de Colòmbia. Si bé la seva llengua ha estat en perill d'extinció, es fan esforços per mantenir-la viva entre els seus pobladors contemporanis. L'àrea geogràfica d'influència dels kankuamo és Atánquez, Chemesquemena, Guatapuri i La Miña, en el vessant oriental de la Sierra Nevada de Santa Marta, entre els rius Badillo i Guatapurí en el departament del Cesar.

## Llengua
Els kankuamo parlaven l'atanque, una llengua de la família lingüística txibtxa, però els últims parlants van morir cap a 1960. Esforços per recuperar la llengua i de la identitat cultural són paral·lels als processos d'altres comunitats indígenes de Colòmbia, encara que amb greus dificultats a causa de pressions de colons i altres forces que arraconen sempre la unitat lingüística i tradicional del poble.

## Història
La segregació racial i un sistemàtic intent de "incorporar" a les comunitats indígenes a la "civilització", va fer que pobles com el kankuamo van iniciar una pèrdua gradual de valors culturals com la llengua ja des del segle xix. Aquest fenomen de colonització va conduir a més a una especialització en el treball del fique, de manera que les motxilles de fique teixides a Atánquez, van arribar a vendre's en tota la Costa, en altres llocs del país i fins i tot en un mercat internacional.
En 1938 el líder dels arhuacs César Niño va assenyalar que els atanquers (kankuamos) seguien sent indígenes, encara que com els pijaos del Tolima haguessin perdut el seu idioma i moltes peculiaritats.
Gradualment es va generar una divisió entre els colons que habitaven les terres baixes de la Sierra i els kakuamos que habitaven les parts altes. Cap a mitjan segle xx es va expressar aquesta divisió quan els indígenes de la part alta, més pobres, es van declarar pertanyents al Partit Liberal i a les esglésies protestants com una manera de marcar la seva oposició a la població dominant de la part baixa. Això portaria com a conseqüència que el poble kakuamo tractessin d'ocultar el seu "indianitat" per un supòsit ideal de progrés i civilització.
No obstant això, aquesta actitud no seria definitiva. Del 16 al 20 de setembre de 1993 es va celebrar el Congrés del Poble Indígena Kankuamo que va ratificar en forma col·lectiva la decisió de reassumir la identitat indígena que havia estat negada. Aquest esdeveniment històric va integrar als kankuamos en la ONIC. No obstant això, la violència es presenta com un dels principals problemes per a la comunitat. Entre 1996 i 2006 van ser assassinats 250 kankuamos, 115 d'ells entre 2002 i 2006, la qual cosa indica la gravetat de la violació dels drets humans i un atemptat contra la identitat cultural d'un poble.
Després d'anys de lluita els kankuamos van aconseguir el 10 d'abril de 2003 que es reconegués part del seu territori com Resguard de propietat col·lectiva indígena. També han aconseguit consolidar l'Organització Indígena Kankuama (OIK).

## Economia
L'economia dels kankuamo es basa en l'agricultura, produeixen yuca, nyam, guandul, blat de moro, plàtan, fulles de coca, fique, arracacha, malanga.